# Rotadiscus smithae
Rotadiscus smithae är en snäckart som först beskrevs av Dell 1954.  Rotadiscus smithae ingår i släktet Rotadiscus och familjen Charopidae. Inga underarter finns listade i Catalogue of Life.